# Xã Lancaster, Quận Butler, Pennsylvania
Xã Lancaster (tiếng Anh: Lancaster Township) là một xã thuộc quận Butler, tiểu bang Pennsylvania, Hoa Kỳ. Năm 2010, dân số của xã này là 2.532 người.